# Калифорнийски кенгуров плъх
Калифорнийският кенгуров плъх (Dipodomys californicus) е вид бозайник от семейство Торбести скокливци (Heteromyidae).

## Разпространение
Видът е разпространен в САЩ (Калифорния, Невада и Орегон).